# Jojoleden

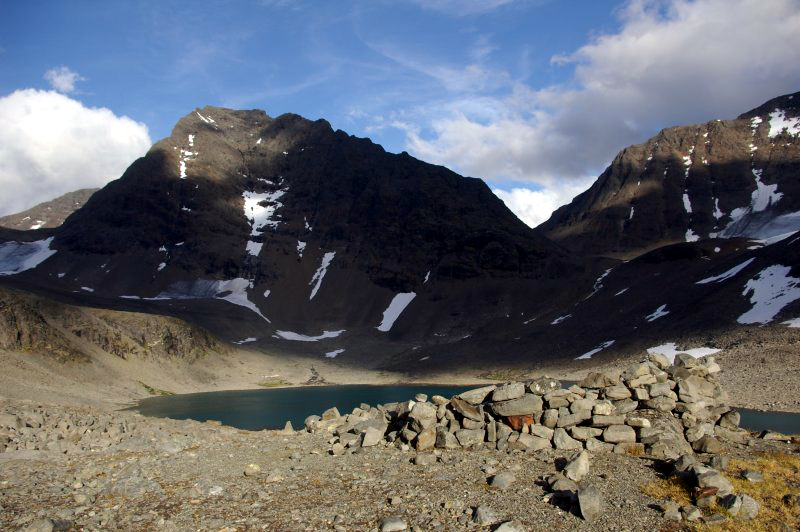
Kaskasapakte och det inre av Kuopervagge på Jojoleden.

Jojoleden är en orösad led för vandring och klättring i Kebnekaisefjällen. Leden kallas också trepassleden, eftersom den går över tre relativt höga bergspass. Leden går från Unna Räitavagge via Kaskasavagge och Kuopervagge till Tarfala. Leden går mest i högalpin blockmark och kräver viss vana och kondition. Det nordligaste passet, "Pyramidenpasset", kräver lättare, osäkrad klättring (klasserna 3–4 enligt klassningssättet Yosemite Decimal System), alternativt vandring på en tämligen inaktiv glaciär med mycket brant lutning, vilket kan vara problematiskt och ibland kräva stegjärn.
Det mittersta passet, mellan Kaskasavagge och Kuopervagge, har inga speciella riskmoment utan handlar som det mesta i övrigt av leden om vandring i grov blockterräng.
På grund av glaciäravsmältningen har det sydligaste passet mellan Kuopervagge och Tarfalastugorna blivit mera krävande. Svårigheterna ligger i att komma ifrån partierna lätt sydost om Gaskkasjávri (Svarta sjön) ner till moränryggen, där leden återgår till att vara normal bergsvandring. Antingen får man i dessa partier gå ett par hundra meter på kanten av Kebnepakteglaciären, för vilket säkerhetsutrustning och glaciärvana är starkt rekommenderat, eller genomföra en kort och enkel klättring på klippor som vetter mot glaciären. I augusti 2018 upplyste Kiruna Fjällsäkerhetskommitté om de nytillkomna riskerna angående denna passage.